# Красновка (Тарасовский район)
Красновка — хутор в Тарасовском районе Ростовской области.
Входит в состав Красновского сельского поселения.
В 2018 году был удостоен звания «Рубеж воинской доблести».

## География
Хутор расположен недалеко от границы с Украиной, в 22 км к северо-западу от посёлка Тарасовский, в 25 км к юго-западу от города Миллерово и в 175-180 км к северу от Ростова-на-Дону.

## История
Первое упоминание о Красновке  Во время Великой Отечественной войны в районе железнодорожной станции стало известно при разборке старого здания школы когда там была найдена атаманская насека на которой написано "Атаман хутора Донского Донецкого округа" что и нашло своё подтверждение в карте "Области Войска Донского" в этом хуторе под наименованием Красновка и расквартировался 27 казачий полк. Позже в этом здании и разместили Неполную Среднюю Школу Донецкой Железной Дороги
В 1875 году было принято решение о строительстве Донецкой каменноугольной железной дороги, в рамках которого от города Дебальцево прокладывалась ветка к городу Луганску. Для вывоза донбасского угля на восток на линии Луганск Миллерово, дорога проходила через хутор , одним из акционеров был Краснов Николай Иванович, так на месте хутора была и создана станция Красновка.  
Николай Афанасий в 1903 году построил дом и вместе с сыном в 1904 году организовали ссыпку, которая  превратилась в элеватор. Другой купец построил и организовал убойный цех, для забоя скота.Так же была построена плодоовощная база, га которую поступала выращенная плодово-овощная продукция, всё шло в дело, даже из яблок делали вино. Вся  продукция с этих цехов перевозилась на складские помещения на рампе и развозилась по всей Донецкой ЖД. 
Весть о революции пришла с опозданием, на станции стали появляться голые люди с плакатами со спины и груди, на которых было написано: "Долой стыд"! Тогда местные казаки привязали их к лавке и высекли розгами, больше такого не повторялось. Впоследствии на прилегающих землях был организован Колхоз "Донской скакун", при станции появилась нефтебаза.
О начале ВОВ жители станции узнали не сразу, радио не было, мобилизация началась м мае 1941 года. на станции для обеспечения паровозов водой вырыли котлован. 24 июля 1942 года на райцентром Тарасовка нависла чёрная туча немецких самолётов, началась бомбёжка станции, разбомбили нефтебазу и ЖД склады у рампы,.13 июля 1942 года немцы заняли Красновку. Декабрь 1942 года, накануне католического рождества на станции скопилось много ЖД вагонов, в это время был совершён ночной налёт партизан та станцию партизанами, уничтожив охрану и нагрузив 27 подвод с снарядами и продовольствием  покинул станцию.  
в январе 1942 года группа воинов Гвардейце, стремительно с огромными потерями, вошла на станцию и заняли 3 дома, немцы их окружили, и предложили сдаться, гвардейцы предпочли смерть позорному плену , завязался бой. С наступлением темноты немцы подожгли хаты, оставшиеся в живых Гвардейцы пошли на прорыв, но увы силы были не равы, все они погибли, кто на пожаре, а остальные в бою.   Так во время Великой Отечественной войны на станции Красновка был совершён подвиг 13 воинами Красной Армии. Все тринадцать посмертно удостоены звания Героя Советского Союза.
Долгое время станция была транспортным узлом для перевозки песка из раёна села Рогалик, га нужды Донецкой железной дороги. в период суверенитетов запасы песка иссякли, элеватор опустел, плодоовощная база стала не нужна, железно-дорожное сообщение прекратилось,  работы не стало ,жители начали покидать Родные места.  
В марте 2014 года появилась информация о том, что в ближайшее время на территории хутора Красновка будет проведена реконструкция памятника героям Великой Отечественной войны. Это должно было произойти в рамках проведения реконструкции памятников по территории всей Ростовской области. Памятник, установленный в память о 13 бойцах, находился длительное время в аварийном состоянии и постепенно стал разваливаться. До этого незначительные реставрационные работы над монументом проводились силами работников сферы культуры хутора на деньги из местного бюджета Красновского сельского поселения. Но на капитальный ремонт деньги в местном бюджете было найти проблематично. Из областного бюджета было выделено свыше 3 миллионов рублей на реставрацию памятника. Монумент изображает двух воинов, которые стоят с автоматом и боевым знаменем. В руках — скомканная пилотка. Для изготовления монумента был использован цемент, в процессе реставрации планировалось облагородить памятник бронзой. Сам постамент планировали обложить мрамором и улучить общее состояние окружающей площадки.

## Население
| 2010 |
| ---- |
| 388  |

## Достопримечательности
- Музей 13 Героев Советского Союза
- Мемориал погибшим героям в годы Великой Отечественной войны — располагается на месте заброшенной железнодорожной станции.

## Известные люди
На хуторе родился Воликов, Семён Антонович — Герой Советского Союза.